# اگنش استرهازی
اَگنِش اِستِرهازی ((به مجاری: Esterházy Ágnes)؛ ۲۱ ژانویهٔ ۱۸۹۸ – ۴ نوامبر ۱۹۵۶) یک هنرپیشه اهل اتریش-مجارستان بود. وی بین سال‌های ۱۹۲۳ تا ۱۹۴۳ میلادی فعالیت می‌کرد.
از فیلم‌ها یا برنامه‌های تلویزیونی که وی در آن نقش داشته است می‌توان به خیابان اندوه اشاره کرد.